# Ivica Kostelić
Ivica Kostelić (Zagreb, 25 de novembro de 1979) é um esquiador alpino profissional croata.

## Palmarés

### Jogos Olímpicos de Inverno
- 4 medalhas de prata

### Campeonato do mundo
- 2003, St. Moritz: ouro no slalom
- 2011, Garmisch-Partenkirchen: bronze no super-G
- 2013, Schladming: prata no combinado

## Vitórias na Copa do Mundo

### Resultados gerais
| Temporada | Disciplina |
| --------- | ---------- |
| 2002      | Slalom     |
| 2011      | Geral      |
| 2011      | Slalom     |
| 2011      | Combinado  |

#### Corridas individuais
- 24 vitórias (14 em slalom, 8 em combinado, 1 em slalom especial, 1 em supergigante)

| Data                    | Local                | Prova           |
| ----------------------- | -------------------- | --------------- |
| 25 de Novembro de 2001  | Aspen                | Slalom          |
| 13 de Janeiro de 2002   | Wengen               | Slalom          |
| 9 de Março de 2002      | Flachau              | Slalom          |
| 16 de Dezembro de 2002  | Sestriere            | Slalom          |
| 5 de Janeiro de 2003    | Kranjska Gora        | Slalom          |
| 12 de Janeiro de 2003   | Bormio               | Slalom          |
| 15 de Dezembro de 2003  | Madonna di Campiglio | Slalom          |
| 10 de Dezembro de 2006  | Reiteralm            | Combinado       |
| 22 de Dezembro de 2008  | Alta Badia           | Slalom          |
| 17 de Janeiro de 2010   | Wengen               | Slalom          |
| 24 de Janeiro de 2010   | Kitzbühel            | Combinado       |
| 2 de Janeiro de 2011    | Munique              | Slalom especial |
| 9 de Janeiro de 2011    | Adelboden            | Slalom          |
| 14 de Janeiro de 2011   | Wengen               | Combinado       |
| 16 de Janeiro de 2011   | Wengen               | Slalom          |
| 21 de Janeiro de 2011   | Kitzbühel            | Supergigante    |
| 23 de Janeiro de 2011   | Kitzbühel            | Combinado       |
| 30 de Janeiro de 2011   | Chamonix             | Combinado       |
| 8 de Dezembro de 2011   | Beaver Creek         | Slalom          |
| 21 de Dezembro de 2011  | Flachau              | Slalom          |
| 13 de Janeiro de 2012   | Wengen               | Combinado       |
| 15 de Janeiro de 2012   | Wengen               | Slalom          |
| 22 de Janeiro de 2012   | Kitzbühel            | Combinado       |
| 12 de Fevereiro de 2012 | Krasnaia Poliana     | Combinado       |